# Tofana di Mezzo
Tofana di Mezzo (německy Mittlere Tofana, také Tofana II) je hora v Dolomitech v italské provincii Belluno vysoká 3244 m n. m. Tvoří nejvyšší vrchol trojvrší Tofana a nachází se v bezprostřední blízkosti olympijského městečka Cortina d'Ampezzo.

## Poloha
Tofana di Mezzo je prostřední a nejvyšší vrchol trojvrší Tofana. Vychází z Tofana di Rozes na jihozápadě a je druhým vrcholem, proto se pro něj vžil název Tofana II. Tofana di Mezzo je od tohoto mohutného skalního velikána oddělena sedlem Forcella Fontananegra (2561 m) s Rifugio Giussani a Rifugio Cantore, které již není spravováno. Na severu hřeben pokračuje směrem k Tofana di Dentro, na jihu přes Bus de Tofana, jedno z největších skalních oken v Alpách, k Rifugio Pomedes. Mezi nimi jsou mohutné východní vodopády. 50 metrů pod vrcholem se nachází horní stanice lanovky Freccia nel cielo s Rifugio Cima Tofana.

## Alpinismus
Tofana di Mezzo byla jedním z prvních významných dolomitských vrcholů, na které bylo možné vystoupit. Již 29. srpna 1863 vystoupil Paul Grohmann s místním vůdcem Francescem Lacedellim na nejvyšší vrchol Tofany. Grohmann si naplánoval výstup na nejvyšší ze tří vrcholů jako jeden ze svých prvních podniků. "Chéco" Lacedelli (1796–1886), jeden z nejbohatších rolníků v Cortině, se i přes svůj pokročilý věk poprvé vážně pokusil o horské průvodcovství. Měl to být jeho první ze série společných prvovýstupů s Grohmannem. Na vrchol se dostali z jihu cestou, která byla brzy zavržena jako "nudná a špatná odbočka". Grohmanna zaujal panoramatický výhled: "Vrchol nabízí místo pro řadu lidí a je z něj nádherný panoramatický výhled."
Jihovýchodní hřeben (stupnice obtížnosti – III) poprvé vylezli v roce 1896 Britové J. S. Macintosh a A. Heywood s A. Zangiacomim a G. Menardim při sestupu. Teprve v roce 1912 bratři Kurt a Ernst Kieneovi spolu s Karlem Lömpelem a G. Hauptem hřeben překonali výstupem. Ve 20. století byly postupně otevřeny cesty východní stěnou, včetně Via Dibona (stupnice obtížnosti – VI), kterou v roce 1966 otevřel Ivano Dibona.
Během první světové války byly Tofana II i Tofana III obsazeny italskými horskými myslivci během první dolomitské ofenzivy.
21. prosince 1993 se extrémnímu lyžaři Toni Valeruzovi podařil první sjezd jihovýchodní stěnou.

## Přístupnost
Dnes je Tofana di Mezzo jedním z nejnavštěvovanějších třítisícových vrcholů v Dolomitech. Důvodem je snadný přístup od horské stanice lanovky Rifugio Cima Tofana. Lanovka Freccia nel cielo (Nebeský šíp) vede na vrchol od roku 1971 a je po lanovce na Punta Rocca druhou nejvyšší v Dolomitech.
Na jihovýchodním hřebeni se sbíhá několik náročných ferrat.
- Via ferrata Punta Anna (obtížnost C/D) začíná u Rifugio Pomedes (2303 m) a vede přes jižní hřeben na Punta Anna (2731 m). Na toto místo se lze bez problémů dostat také z Rifugio Giussani (2580 m) nebo z Rifugio Ra Valles (2470 m) u mezistanice lanovky.
- Dále na vrchol vede Via ferrata Giuseppe Olivieri (C/D) postavená v roce 1957. Po nenáročném začátku a pěším terénu se dostanete k úpatí hory Torre Aglio, kterou můžete přejít po ferrata Gianni Aglio (D) nebo obejít po východní straně. Poté se dostanete ke skalnímu oknu Bus de Tofana. Za normálních podmínek je zde možnost sestupu, a to jak k Rifugio Giussani, tak k Rifugio Ra Valles. Přes dobře stupňovitou skálu stezka pokračuje k Tofana di Mezzo.
- Od roku 2015 lze na vrchol vystoupit z autobusu po nové, proti lavinám chráněné ferratě.
- Na střední Tofanu se navíc dostanete z Tofany di Dentro po středně náročné ferratě Via ferrata Lamon (B).

Zejména Via ferrata Giuseppe Olivieri a Via ferrata Gianni Aglio jsou místy velmi exponované a kromě síly v pažích vyžadují i vytrvalost a odpovídající zkušenosti s ferratami. "Starý normální výstup" je poměrně snadný a vede z Rifugio Giussani na jihozápad do sedla mezi Tofanou di Dentro a Tofanou di Mezzo. 

## Galerie

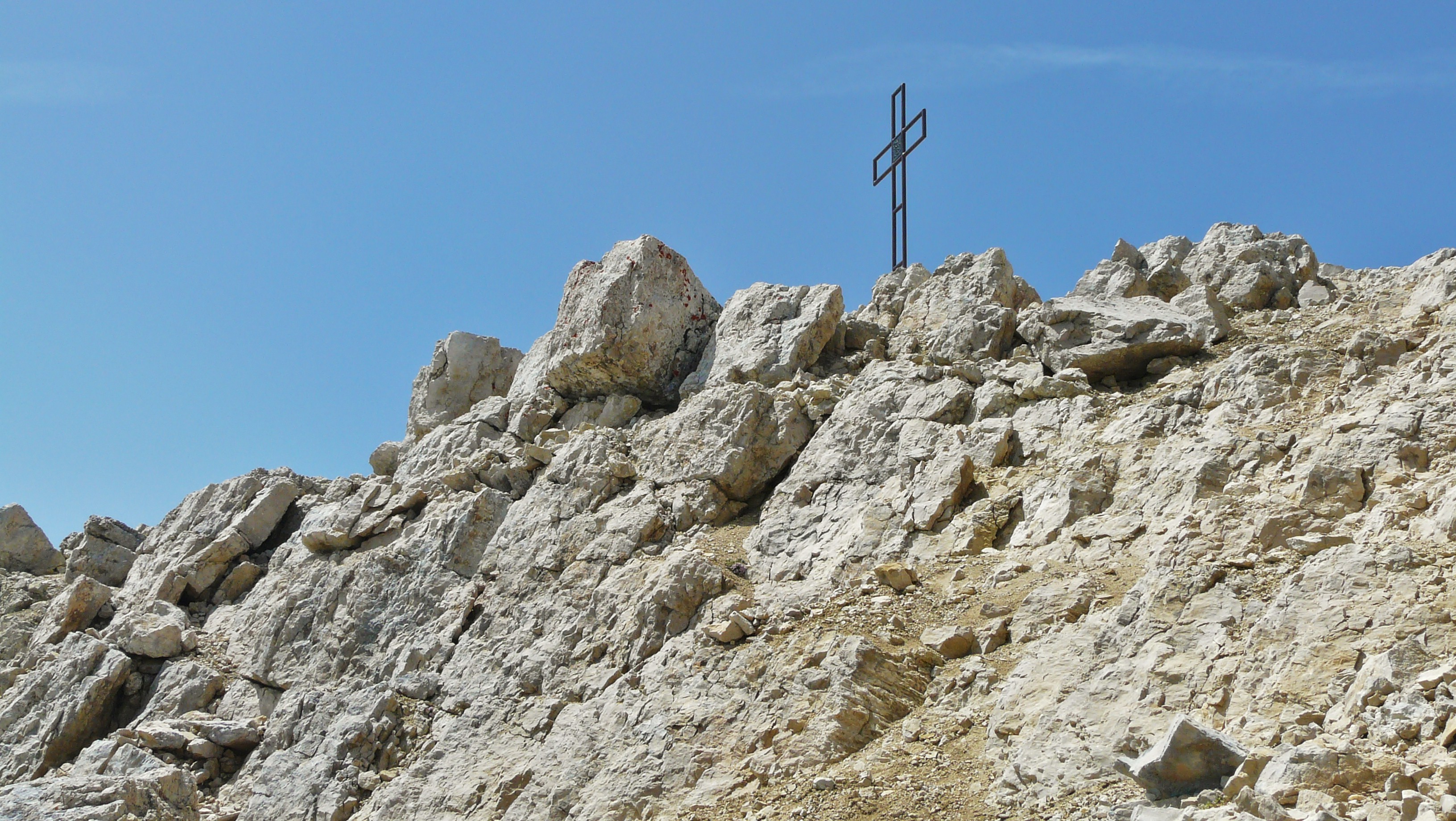
Vrcholový kříž na Tofana di Mezzo
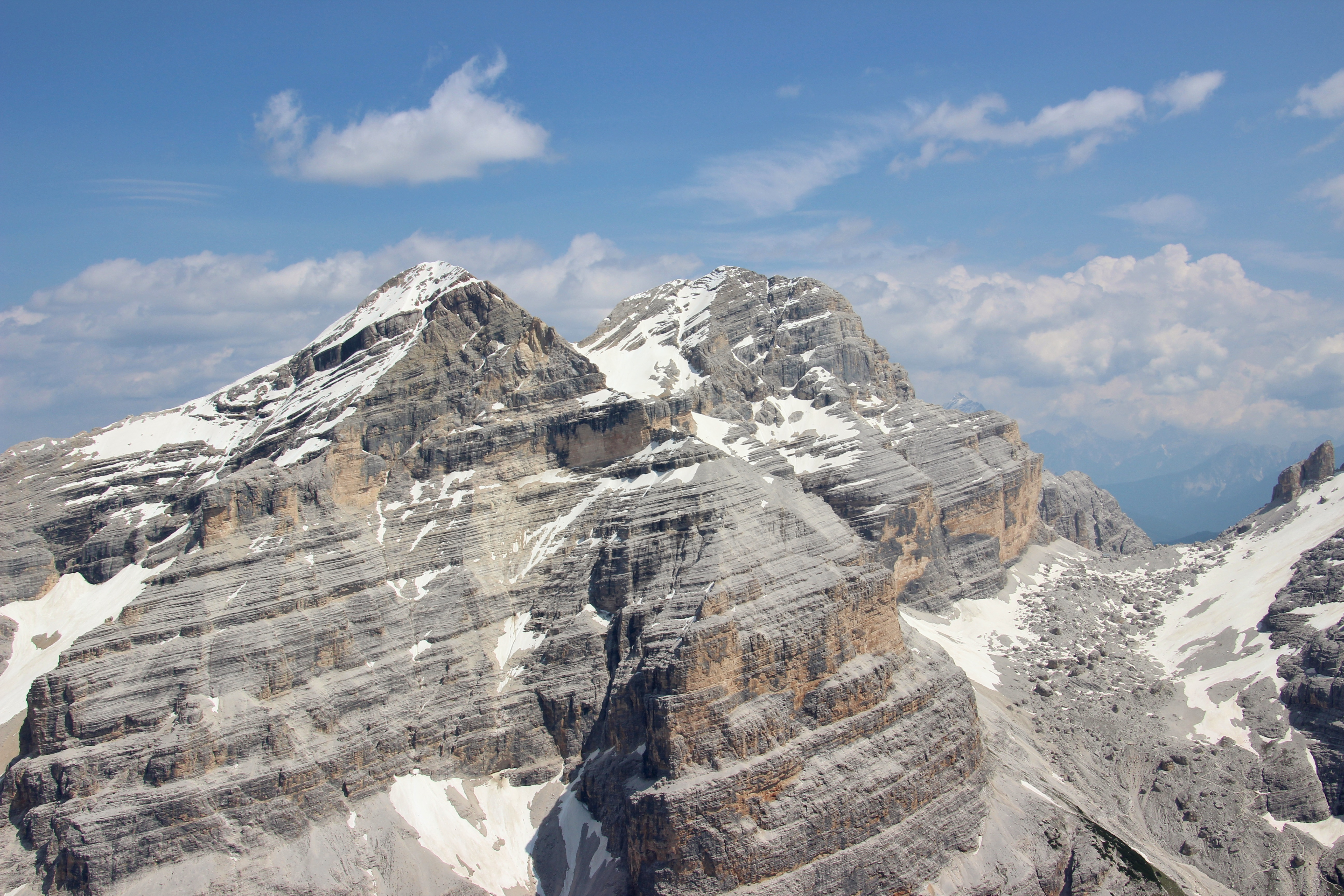
Tofana di Dentro (vlevo), Tofana di Mezzo (střed)
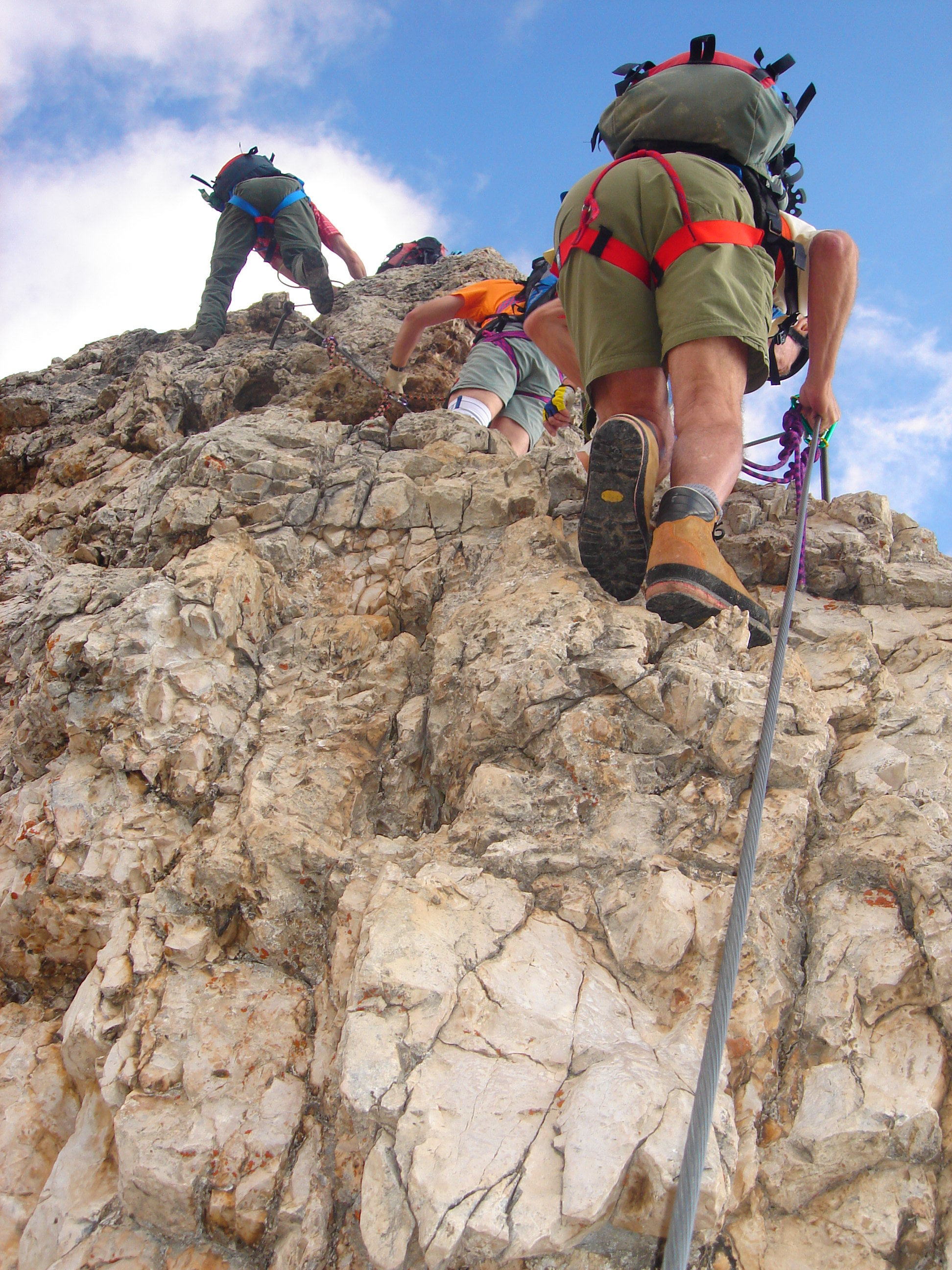
ferrata na Tofana di Mezzo
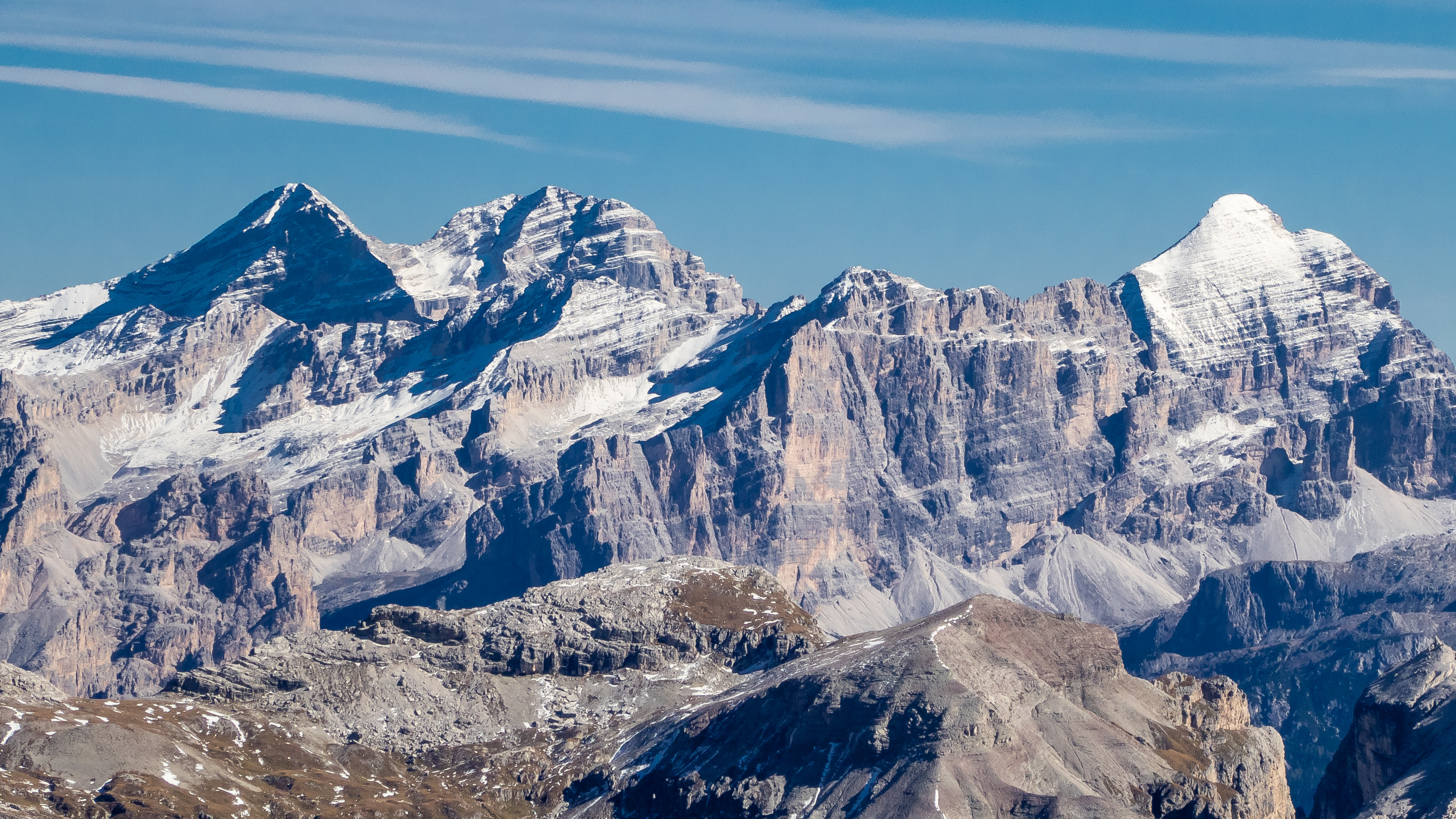
Tofana na podzim 2021
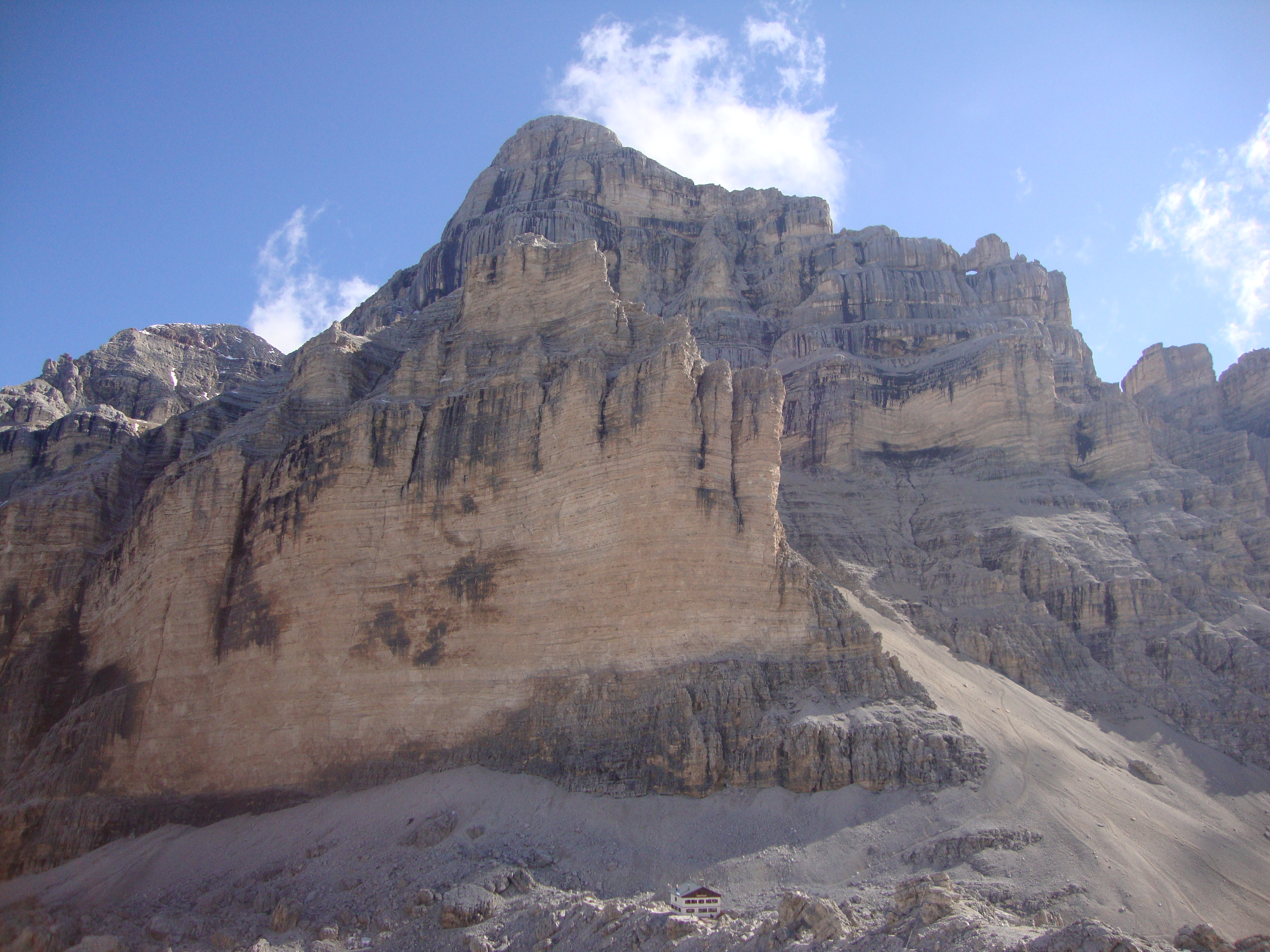
rifugio Giussani pod vrcholy Tofana